# 2012年9月中國大陸

## 9月2日
- 中午12时55分，江西省萍乡市一煤矿发生瓦斯爆炸，截止9月3日上午8时许，事故共造成14人死亡，另有一人仍下落不明。江西高坑煤矿事故遇难者升至14人 仍有1人失踪（页面存档备份，存于）

## 9月4日
- 中國國家工商總局副局長付雙建於「2012中國商標年會」上表示，中國商標註冊年申請量已由2008年的69.8萬件，上升至2011年的141.7萬件。經濟部（页面存档备份，存于）

## 9月5日
- 据新华社报导，原重庆市公安局局长王立军因犯徇私枉法、叛逃、滥用职权、受贿案等，近日已由四川省成都市人民检察院依法向成都市中级人民法院提起公诉。王立军徇私枉法、叛逃、滥用职权、受贿案依法提起公诉（页面存档备份，存于）
- 9月5日，中国国家主席胡锦涛、国务院总理温家宝、国务院副总理李克强分别在北京会见4日晚间来华访问的美国国务卿希拉里·克林顿。温家宝会见希拉里称美方应尊重中国领土完整（页面存档备份，存于）

## 9月7日
- 中午11时19分，云南省与贵州省交界地带（北纬27.5，东经104.0）发生5.7级地震，震源深度14.0公里。截止9月7日晚23时50分，地震共造成67人死亡，731人受伤，房屋倒塌1900户6650间，严重损坏3.7万户12.2万间，需紧急转移安置人口20.1万人。云南与贵州交界发生5.7级地震专题（页面存档备份，存于）

## 9月9日
- 伦敦当地时间9月9日，2012年夏季残疾人奥林匹克运动会闭幕，中国残奥会代表团获得95枚金牌、71枚银牌、65枚铜牌，奖牌榜排名首位，这也是自2004年夏季残奥会以来，中国在残奥会中连续三届居于奖牌奖首位。伦敦残奥会9日闭幕 中国以95金实现三连冠![]

## 9月11日
- 人民日报发表文章，否认中国社保缴费率为全球最高，称中国社保缴费排名全球13名。人民日报刊文否认我国社保缴费率全球最高（页面存档备份，存于）
- 在日本宣布国有化钓鱼岛后，中国两艘海监船抵达钓鱼岛海域，国家海洋局也即日起发布钓鱼岛海域环境预报。 （页面存档备份，存于）国家海洋预报台今日起发布钓鱼岛海域环境预报（页面存档备份，存于）

## 9月12日
- 对于中国媒体报道有两艘海监船抵达钓鱼岛海域的报道。日本媒体称：中国船只靠近中间线，未有驶向钓鱼岛迹象。日本保安厅称：虽然没有确认中方船只的动向，但有必要加强警备力度。日方称中方船只靠近中间线 未有驶向钓鱼岛迹象（页面存档备份，存于）
- 菲律宾将南海改称“西菲律宾海”，并命令相关部门绘制新的地图。菲将南海改为“西菲律宾海” 拟绘制新地图（页面存档备份，存于）
- 韩国媒体称，韩国为了打击中国渔船“非法”捕捞，在黄海举行联合演习。韩联社称，今年黄海海警厅和黄海渔业管理团抓获247艘“非法”中国渔船，征收押金58亿韩元。韩媒称韩为打击中国“非法”捕捞举行联合演习（页面存档备份，存于）
- 90后高考生，为了消除高考的户籍歧视，向北京大学送上“北京人大学”的牌匾，被扣留8小时。小伙送“北京人大学”牌匾给北大被扣8小时（页面存档备份，存于）

## 9月13日
- 有部分民众在北京日本驻华大使馆前示威，路经此地的12路公交车均未在大使馆站停车。日驻华大使馆前民众示威 附近12条公交不停车（页面存档备份，存于）北京：12条公交线路在日本大使馆甩站通过（页面存档备份，存于）
- 中午13时30分许，武汉一工地发生电梯坠落事故，共造成19人死亡。目前，警方已对5名事故责任人采取强制措施。武汉电梯坠落死亡工人被指撬锁进梯 违章操作（页面存档备份，存于）
- 晚9时许，深圳市罗湖区一派出所发生重大案件，两名民警死亡。目前此案正在侦办之中，案情不明。深圳一派出所发生重大案件 两名警察送医后死亡

## 9月14日
- 上午6时许，中国海监50、15、26、27和中国海监51、66，抵达钓鱼岛及其附属岛屿海域，进行维权巡航执法。随后，日本外务省事务次官河相周夫紧急召见中国驻日大使程永华，向中国政府提出了“抗议”。中国6艘海监船抵达钓鱼岛海域开展巡航执法（页面存档备份，存于）
- 哈大客运专线被爆贪污腐败缠身，存在冻胀等多种问题，开通再次延期。哈大高铁被曝贪腐缠身客运开通再延期（页面存档备份，存于）
- 中國新疆省若羌縣國土資源局表示，已將當地若羌北山鎳（銅）礦設立為全國找礦突破戰略行動整裝勘查區，此舉將進一步加快當地鎳礦資源勘查進度。中央社

## 9月15日
- 中国多座城市爆发反日游行示威活动，在游行过程中出现砸抢等现象。有关人士认为，此次是1972年日中邦交正常化以来在中国发生的规模最大的反日游行。反日游行之际多家日本商铺遭砸抢（页面存档备份，存于）

## 9月16日
- 中国多座城市再度爆发大规模反日游行。中国各城市持续爆发反日游行示威（页面存档备份，存于）

## 9月21日
- 辽宁盘锦一村民在拒阻挠政府“强拆”过程中，被警察击毙。据当地政府通告称，该村民在阻挠过程中，向施工人员和警方人员身上泼洒汽油，手举打火机相威胁，并用暴力手段威胁警察人身安全，最后该村民将自己衣服点燃并扑向当地一名警察，在多次鸣枪警告无效和该警察“生命受到威胁”的情况下，遂被该警察击毙。盘锦市委政法委（页面存档备份，存于）
  - 辽宁盘锦1村民被民警枪杀续：系政府违法强拆。 人民日报记者（页面存档备份，存于）
  - 辽宁盘锦百人强行征地(欲强行铲平地上的水稻?)引冲突 警察开枪打死村民。新京报（页面存档备份，存于）
  - 律师称警察击毙盘锦村民并非依法执行公务。潇湘晨报（页面存档备份，存于）

## 9月23日
- 中国首艘航母瓦良格号正式交付中华人民共和国海军，并被命名为“16号舰”。中国首艘航母平台昨日举行仪式升起军旗（页面存档备份，存于）

## 9月25日
- 中国驻日本大使馆邀请鸠山由纪夫访华遭回绝。共同网（页面存档备份，存于）

## 9月28日
- 京广高铁郑州—武汉段通车运营。新华网 Archive.today的存檔，存档日期2013-04-28